# De Hond (windmolen)
De Hond (Fries: De Hûn) is een stellingmolen nabij het Friese dorp Paesens, dat ligt in de Nederlandse gemeente Noardeast-Fryslân.

## Beschrijving
De Hond werd in 1861 gebouwd. In 1950 werd voor de molen een sloopvergunning aangevraagd en verkregen, maar tot afbraak kwam het niet. De Vereniging De Hollandsche Molen kocht De Hond, die toen in vervallen toestand verkeerde, in 1968 voor het symbolische bedrag van één gulden aan. Van 1969 tot 1971 werd de molen geheel gerestaureerd. Sinds 1977 is De Hond eigendom van de Stichting De Fryske Mole. De molen is voorzien van twee koppels maalstenen en een dubbel pelwerk.

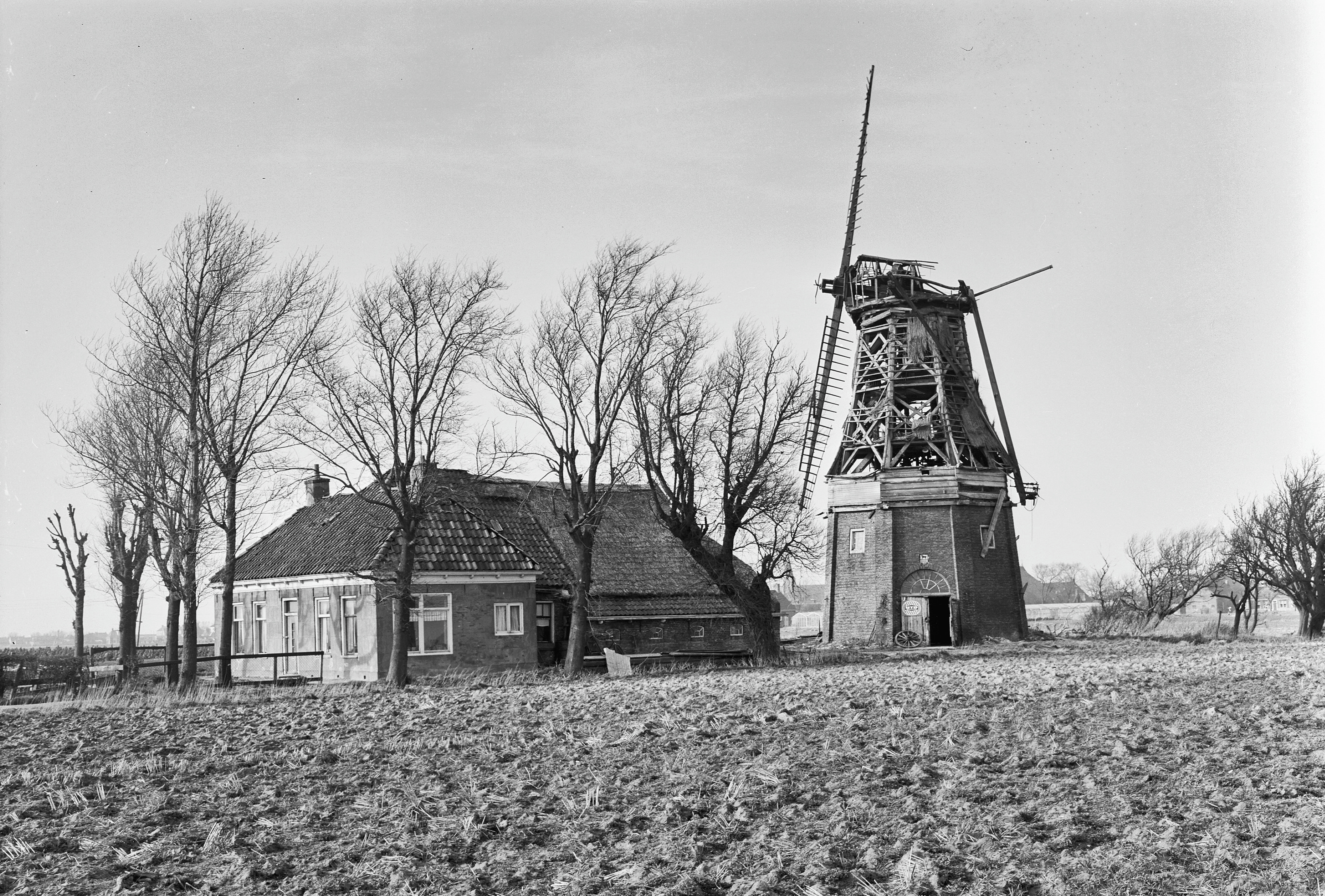
De Hond (1967)
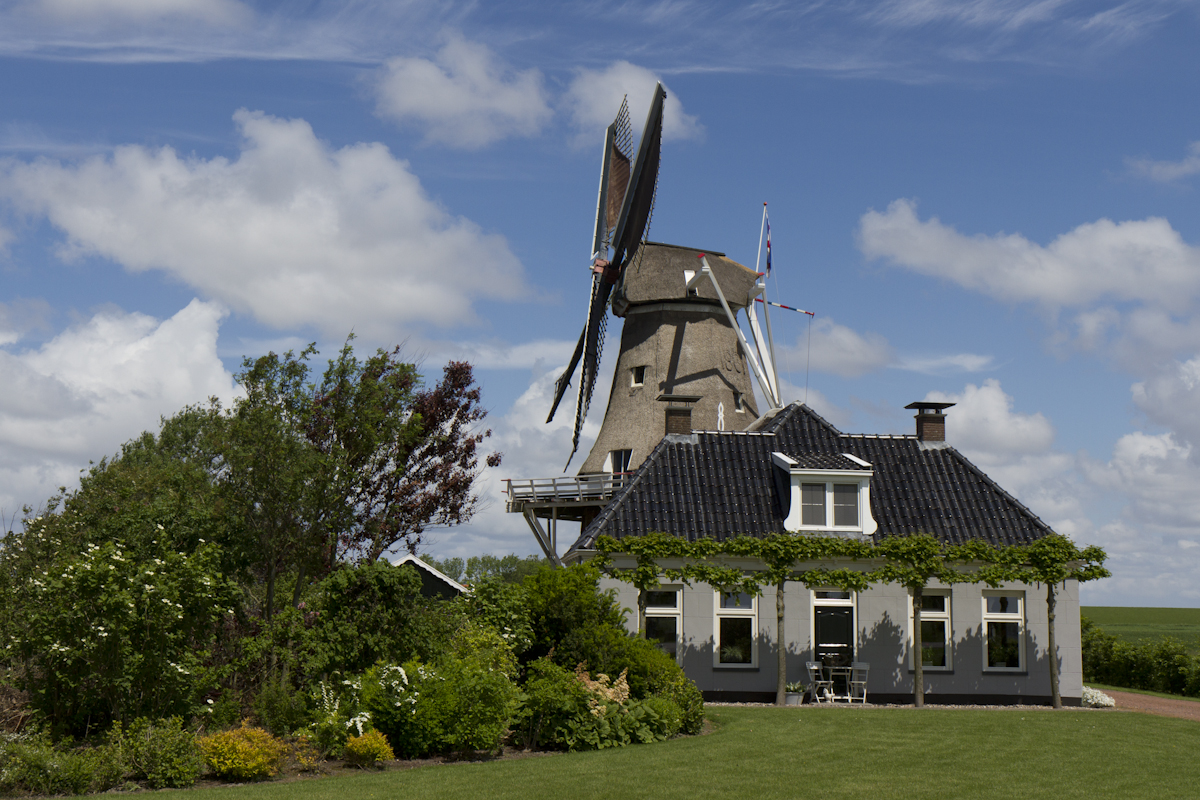
De Hond (2012)